# Rúrikovich
Rúrikovich, dinastía Rúrika o dinastía Ruríkida (en ucraniano: Рюриковичі, en ruso: Рюриковичи) fue la dinastía reinante en la Rus de Kiev desde 862 y en los principados sucesores de este: el Principado de Kiev, los de Hálych-Volynia (desde 1199), Vladímir-Súzdal, Moscú (desde 1168), así como en el Zarato moscovita en sus primeros tiempos. Los últimos monarcas de la dinastía fueron Teodoro I de Rusia y Basilio IV de Rusia (Shuiski).

## Orígenes

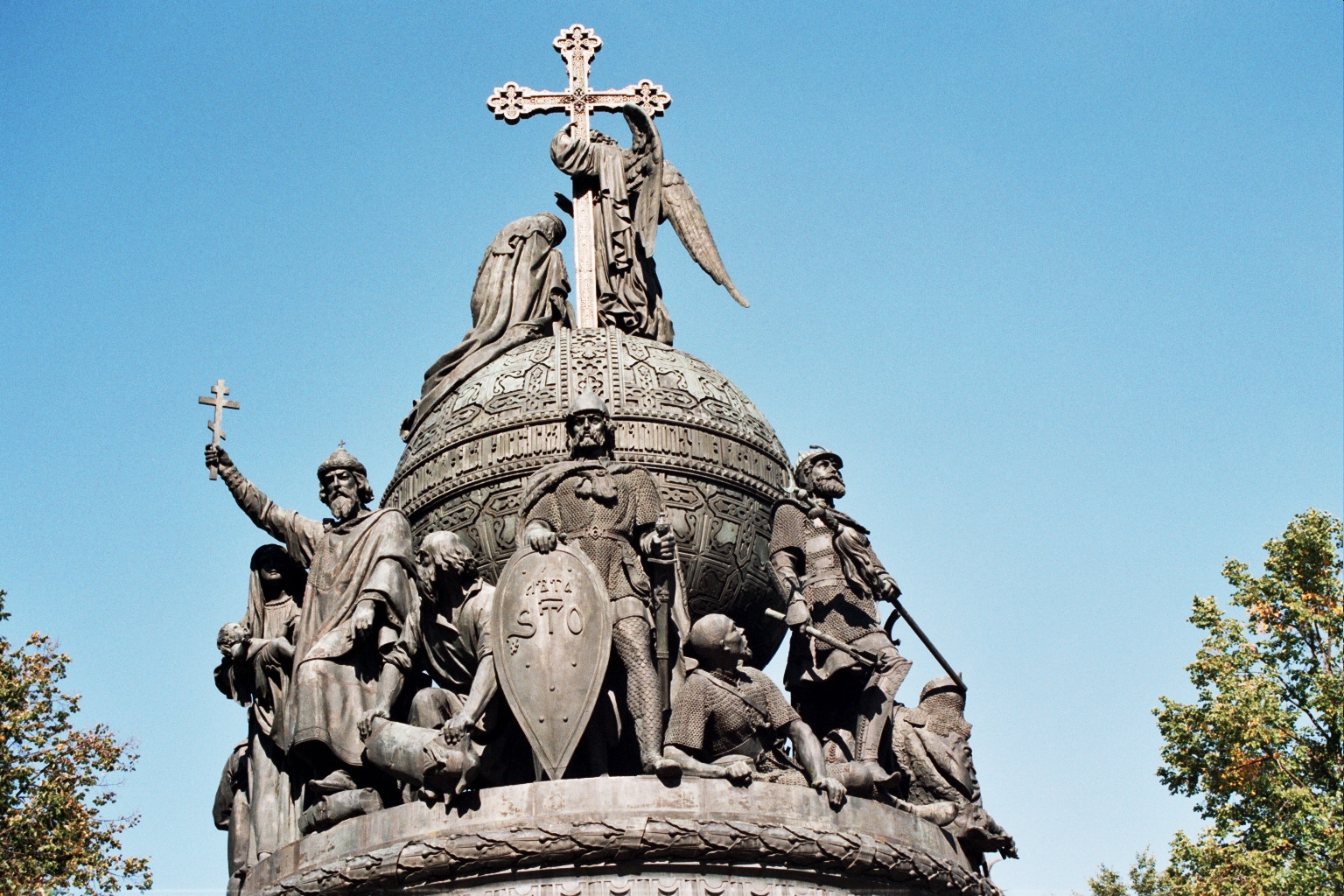
Monumento al Milenio de Rusia en Nóvgorod con Rúrik en el centro y Vladimiro el Grande de Kiev a la izquierda y Dmitri Donskói a la derecha (ambos Ruríkidas)

La dinastía Ruríkida fue fundada en 862 por Rúrik, un príncipe varego. El consenso erudito es que el pueblo Rus se originó en lo que actualmente es la costa este de Suecia alrededor del siglo VIII y que su nombre tiene el mismo origen que Roslagen en Suecia (siendo el nombre más antiguo Roden).
Según la teoría predominante, el nombre Rus, al igual que el nombre protofínico de Suecia (*Ruotsi), deriva de un término nórdico antiguo para "los hombres que reman" (rods-), ya que el remo era el principal método de navegación por los ríos de Europa oriental, y que podría estar relacionado con la zona costera sueca de Roslagen (Rus-ley) o Roden, como se conocía en épocas anteriores.
El nombre Rus tendría entonces el mismo origen que los nombres finés y estonio de Suecia: Ruotsi y Rootsi.
La Crónica Primaria da el siguiente relato de cómo comenzó la dinastía Rúrik, datándola en el años del mundo bizantino 6368-6370 (860-862 d. C.):

Los tributarios de los varegos los hicieron retroceder más allá del mar y, negándoles más tributos, se dispusieron a gobernarse a sí mismos. No había ley entre ellos, sino tribu contra tribu. Así surgió la discordia entre ellos, y empezaron a guerrear unos contra otros. Se dijeron: "Busquemos un príncipe que nos gobierne y nos juzgue según la Ley". En consecuencia, fueron a ultramar a los rusos varangios: estos varangios en particular fueron conocidos como rusos, del mismo modo que algunos son llamados suecos, y otros normandos, ingleses y gotlandeses, porque así fueron llamados. Los Chuds, los eslavos, los Krívichis y los Vepsios dijeron entonces al pueblo de Rus: "Nuestra tierra es grande y rica, pero no hay orden en ella. Venid a gobernar y reinar sobre nosotros". Seleccionaron así a tres hermanos, con sus parientes, que tomaron consigo a todos los rusos y emigraron. El mayor, Rúrik, se estableció en Nóvgorod; el segundo, Síneus, en Beloózero; y el tercero, Trúvor, en Izborsk. A causa de estos varangios, el distrito de Nóvgorod pasó a ser conocido como la tierra de la Rus". Los actuales habitantes de Nóvgorod descienden de la raza varangia, pero antes eran eslavos [преже бо бѣша Словѣни].

Hay cierta ambigüedad incluso en la Crónica de Néstor sobre los detalles específicos de la historia, "de ahí su paradójica afirmación 'los habitantes de Nóvgorod son de estirpe varangia, pues antiguamente eran eslovenos.'". Sin embargo, pruebas arqueológicas como "espadas francas, una espada chape y un broche de carey" en la zona sugieren que había, de hecho, una población escandinava durante el siglo X a más tardar.

## Historia
Según la Crónica de Néstor, la dinastía fue establecida en 862 por Riúrik, el gobernante legendario de Nóvgorod. El origen étnico exacto de su tribu, los varegos llamados Rus, es objeto de debate y permanece incierto, aunque se citan influencias escandinavas y eslavas. Él y sus hermanos fundaron un estado que los historiadores han llamado el Rus de Kiev. A finales del siglo XIII, tras la invasión mongola, la Rus de Kiev se desintegró en principados independientes (principados rusos, o del rus), cada cual gobernado por una rama de la dinastía Rúrikovich. Para finales del siglo XV, el Principado de Moscú había obtenido la victoria en la lucha por la supremacía entre estos estados medievales.
Empezando con el reinado de Iván IV, la rama moscovita de la dinastía usó el título de Zar de toda Rusia  y gobernó sobre el Zarato moscovita. La muerte en 1598 del zar Teodoro I puso fin al gobierno de la rama moscovita de los Rúrikovich. Entre 1606 y 1610, el gobierno estuvo en manos de Basilio IV, descendiente de la rama de Súzdal de los Rúrikovich, significando su caída el fin de la dinastía en el trono de Rusia.
El inestable período conocido como Período Tumultuoso sucedió a la muerte de Teodoro y duró hasta 1613. En ese año, Miguel Románov ascendió al trono, fundando la dinastía Románov que duraría hasta 1762 y, tras ese año y hasta la Revolución de Febrero de 1917, se conocería como Holstein-Gottorp-Románov. Catalina la Grande, que se casó con Pedro III de la dinastía Románov, quien era descendiente del Gran Príncipe de Tver de origen ruríkida.

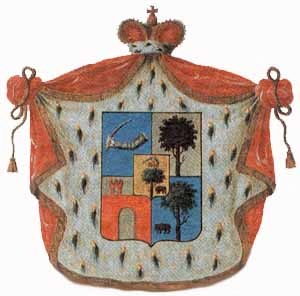
Escudo de armas de la familia Gagarin.
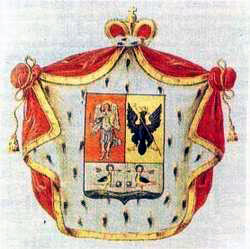
El escudo de armas de la familia Obolenski-Repnín se compone de los emblemas de Kiev y Chernígov.
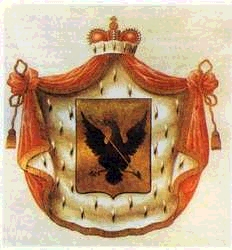
Escudo de armas de la familia Gorchakov.
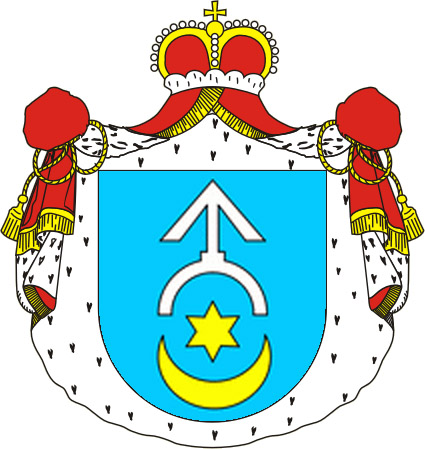
Escudo de armas de la familia Ostrogski.

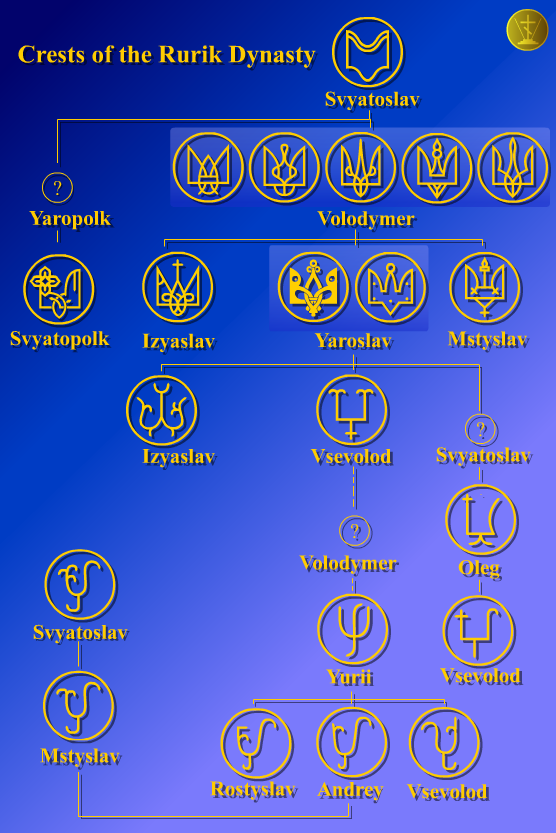
Escudos de los Rúrikovich desde el de Sviatoslav I de Kiev. El tridente (три́зуб o trýzub) sigue siendo el escudo de Ucrania hasta hoy.

Muchas familias nobles de Rusia descienden de Rúrik. Entre estas están los Volkonski, Obolenski, Shuiski, Dolgorúkov, Jilkov, Repnín, Gorchakov, Gagarin, Vasílchikov, Lvov y Putiatin, así como en las familias polacas o lituanas Ostrogski, Wareg-Masalski, y Czetwertyński, entre otras. Los mismos Románov fueron descendientes lejanos de Rúrik, puesto que Miguel I era descendiente directo de los Shuiski.

### Descendientes de Vsévolod I de Kiev
Vsévolod I de Kiev fue el padre de Vladímir II Monómaco, dando lugar al nombre Monomaj para su progenie, llamada Monomájovichi (en). Dos de los hijos de Vladímir II fueron Mstislav I de Kiev y Yuri Dolgoruki.
Los Románovichi (Izyaslávichi de Volinia) eran la línea de Román el Grande, descendientes de Mstislav I de Kiev a través de su hijo Iziaslav II de Kiev y su nieto Mstislav II de Kiev, padre de Román el Grande. La antigua línea de los Monomájovichi, que gobernaron el Principado de Volinia, fueron finalmente coronados reyes del Principado de Galitzia y Volinia y gobernaron hasta 1323. Los Románovychi desplazaron a la antigua línea de los Izyaslávychi de Túrov y Volinia, así como a los Rostyslávychi de Galitzia. Los últimos fueron dos hermanos de Románovychi, Andrés y Colomán, que gobernaron conjuntamente y fueron asesinados intentando repeler las incursiones mongolas. 
El rey polaco, Vladislao I de Polonia, en su carta al Papa escribió con pesar: "Los dos últimos reyes Rus, que habían sido firmes escudos de Polonia frente a los tártaros, dejaron este mundo y tras su muerte Polonia se encuentra directamente bajo la amenaza tártara." Sin embargo, al perder su papel de liderazgo, los Ruríkidas continuaron desempeñando un papel vital en el Gran Ducado de Lituania y en la posterior Mancomunidad de Polonia-Lituania. En particular, los Ostrogski ostentaban el título de Gran Hetman del Gran Ducado de Lituania y se esforzaban por preservar el idioma ruteno y la ortodoxia oriental en esta parte de Europa. Se cree que los Drutski y las familias principescas relacionadas también pueden descender de Román el Grande.
Los Rostislávichi eran la línea de Rostislav I de Kiev, otro hijo de Mstislav I de Kiev, que era Príncipe de Smolensk y progenitor de las líneas descendientes de los príncipes de Smolensk y Yaroslavl.
Los Shajovskói fueron fundados por Konstantín "Shaj" Glébovich, Príncipe de Yaroslavl (Principado de Yaroslavl)], y su linaje se remonta a Rostislav I de Kiev a través de su hijo. Davyd Rostislávich. Esta rama también desciende cognáticamente de Iván I de Moscú, a través de la hija de este último, Evdokía Ivánovna Moskóvskaya (1314-1342), que se casó con Vasili Mijáilovich, Príncipe de Yaroslavl (fallecido en 1345). Fueron los bisabuelos de Andréi y Yuri, los primeros príncipes Shajovskói. Esta es posiblemente la rama existente más antigua de los Ruríkidas, con muchos Shajovskói viviendo fuera de Rusia después de haber huido tras la Revolución de Octubre de 1917.
Los Yúrievichi fueron fundados por Yuri Dolgoruki, el fundador de Moscú y se extendieron ampliamente por el noreste. El hijo de Yuri, Vsévolod el Gran Nido fue príncipe de Vladímir-Súzdal, estado precursor del Gran Principado de Moscú y, por tanto, del Imperio ruso. El hijo de Vsévolod, Konstantín de Rostov, fue príncipe de Rostov y progenitor de varias líneas principescas de Rostov. Otro hijo, Iván Vsévolodich, fue príncipe de Starodub y progenitor de varias líneas existentes, entre las que destaca la familia Gagarin (en).
El hijo de Vsévolod, Yaroslav II de Vladímir, fue el padre de Aleksandr Nevski, cuyo hijo Daniel de Moscú engendró la casa de los Danílovichi (ru), rama moscovita de los Rúrikovichi gobernante de Moscú hasta 1598, año cuando falleció el zar Teodoro I de Rusia.
A partir del reinado de Iván el Terrible, la rama moscovita de los Rúrikovichi utilizó el título de "Zar de toda Rusia" gobernando como Zar de Rusia. Tras la muerte en 1584 del zar Iván IV, le sucedió su hijo Teodoro I quien no tuvo descendencia y cuya muerte puso fin al reinado de la rama moscovita de la dinastía Rúrik. La dinastía revivió brevemente en la persona de Basilio IV de Rusia, perteneciente a la rama Shuiski de la dinastía Rúrik, quien fue depuesto por los Siete Boyardos en 1610 y murió sin descendencia en 1612. El fin de la dinastía provocó en el Zarato moscovita la llamada Época de la Inestabilidad que duró desde 1598 hasta 1613. 
En ese año, Miguel I ascendió al trono, fundando la dinastía Románov que gobernaría hasta 1762 y como Holstein-Gottorp-Romanov hasta la Revolución de Febrero de 1917. El padre del zar Miguel, el Patriarca Filareto, descendía de la dinastía Rúrik por línea femenina. Su madre, Evdokía Gorbátaya-Shúiskaya, era una princesa ruríkida de la rama Shuiski, hija de Aleksandr Borísovich Gorbaty-Shuiski. La primera esposa del zar Miguel, María Dolgorúkova, era de estirpe ruríkida, pero su matrimonio no tuvo descendencia. En 1762, el emperador Pedro III aportó nueva sangre ruríkida a los Románov: tanto él como su esposa Catalina la Grande descendían de la dinastía ruríkida. (Catalina la Grande descendía de una hija de Yaroslav I (978-1054) a través de su abuelo materno, Christian August de Holstein-Gottorp.)

## Escaramuza con Bizancio
Uno de los mayores logros militares de la dinastía Ruríkida fue el ataque a Bizancio en 960. Los peregrinos de la Rus de Kiev habían estado haciendo el viaje de Kiev a Constantinopla durante muchos años, y Constantino VII (Porfirogéneta), el emperador del Imperio Bizantino, creía que esto les daba información significativa sobre las partes arduas del viaje y donde los viajeros estaban en mayor riesgo, como sería pertinente para una invasión. Esta ruta llevaba a los viajeros a través del dominio de los pechenegos, viajando principalmente por río. En junio de 941, los rus tendieron una emboscada naval a las fuerzas bizantinas, compensando su inferioridad numérica con pequeñas embarcaciones maniobrables. Estos barcos estaban mal equipados para el transporte de grandes cantidades de tesoro, lo que sugiere que el saqueo no era el objetivo. La incursión fue dirigida, según la Crónica Primaria, por un rey llamado Ígor. Tres años más tarde, el tratado de 944 establecía que todos los barcos que se acercaran a Bizancio debían ir precedidos de una carta del príncipe ruríkida en la que se indicara el número de barcos y se asegurara su intención pacífica. Esto no sólo indica el temor a otro ataque sorpresa, sino una mayor presencia de Kiev en el Mar Negro.

## Legado
Los historiadores rusos y ucranianos han debatido durante muchos años sobre el legado de la dinastía Ruríkida. El punto de vista ruso considera que el Principado de Moscú, gobernado por la dinastía Ruríkida, es el único heredero de la civilización de la Rus de Kiev. Este punto de vista "se basa en gran medida en reivindicaciones religiosas, eclesiásticas e históricas", ya que Rusia estuvo gobernada por la dinastía Ruríkida hasta el siglo XVI, mientras que Ucrania no se definió como Estado hasta el siglo XX. Este punto de vista se inició en Moscú, gobernada por la dinastía original de los Ruríkidas entre la década de 1330 y finales de la de 1850. La visión ucraniana se formuló mucho más tarde, entre la década de 1840 y finales de la de 1930 en Austria Oriental, y considera a los descendientes ucranianos de la dinastía Ruríkida como sus únicos y verdaderos sucesores. La teoría de la historiografía soviética era una versión modificada de la rusa que "asignaba los mismos derechos sobre la herencia de Kiev a los "tres pueblos eslavos", es decir, los rusos, los ucranianos y los bielorrusos", pero más tarde elevó a la nación rusa como "hermano mayor" para dar a los demás "la orientación necesaria en las luchas revolucionarias y la construcción socialista".
En la actualidad, existen varias ramas de los Ruríkidas, por ejemplo: las Casas de Shajovskói, Gagarin, y Lobánov-Rostovski. Cuyos algunos de los representantes son: Príncipe Dmitri Mijáilovich Shajovskói (nacido en 1934), Príncipe Andréi Petróvich Gagarin (nacido en 1934) y Príncipe Nikita Lobánov-Rostovski (nacido en 1935), descendiente del Príncipe Konstantín Vasílievich del Principado de Rostov. Los tres pertenecen a la rama Monomájovichi de la dinastía ruríkida. Mientras que los Shajovskói afirman descender de Mstislav I de Kiev, los Gagarin y los Lobánov-Rostov son descendientes de Vsévolod III de Vladímir, lo que convierte a los Shajovskói en los más antiguos.